# Banana (República Democrática do Congo)
Banana, também chamada de Porto de Banana, é uma cidade que abriga um porto marítimo na província do Congo Central, na República Democrática do Congo, na costa atlântica. A cidade está inteiramente situada na península da Ponta da Banana, uma língua de terra com 3 km de comprimento e 100 a 400 m de largura, que é cercada pela enseada de Banana, no leste, e pelo oceano Atlântico, no oeste. Fica a cerca de 10 km a sul de Muanda, à qual está ligada pela Rodovia N1, que é totalmente pavimentada na sua rota e que corre ao longo da costa.

## História
A cidade se desenvolveu como um porto no século XIX, principalmente como parte do tráfico de escravos. Henry Morton Stanley chegou a Banana em 1879, no início de uma expedição exploratória financiada por Leopoldo II da Bélgica. Após a Conferência de Berlim (1884-1885), as potências europeias reconheceram a reivindicação de Leopoldo à Bacia do Congo e, em uma cerimônia em Banana em 1885, o rei anunciou o estabelecimento do Estado Livre do Congo, liderado por ele mesmo, dando início ao período de colonização europeia.
Porto de Banana foi estabelecida como capital do Distrito de Banana em 7 de janeiro de 1886. Em 23 de abril de 1886, Leopoldo II da Bélgica decretou que a sede do tribunal de primeira instância ficaria em Banana.
No início, a navegação marítima concentrou-se em Banana, uma vez que Boma era considerada inacessível a navios pesados. Banana era o principal porto de onde os bens produzidos na colônia eram exportados para a Europa e onde os direitos de exportação eram cobrados. Dos produtos exportados, os mais valiosos eram marfim, amêndoas de palma, óleo de palma e borracha. Durante os meses de janeiro, fevereiro e março de 1890, 25 navios oceânicos chegaram a Banana e 30 partiram, em comparação com oito chegadas e dez partidas para Boma.
O Estado Livre do Congo fundou uma escola de treinamento naval em Banana, e a Cruz Vermelha de Boma construiu um sanatório onde os colonos doentes podiam recuperar a saúde à beira-mar. Em 1898, o distrito de Banana tinha um total de 95 europeus em 25 casas. O Estado Livre do Congo foi anexado pela Bélgica em 1908 como Congo Belga. Em 1910, os distritos ocidentais de Banana, Boma, Matadi e Cataratas foram consolidados em uma unidade administrativa, Baixo Congo (actual Congo Central).
O artigo da Encyclopædia Britannica Décima Primeira Edição (1911) sobre a crença folclórica em lobisomens observou que "Diz-se que o povo de Banana se transforma por meios mágicos, compostos de embriões humanos e outros ingredientes, mas em sua forma de leopardo eles não podem causar mal à humanidade sob pena de reter para sempre a forma de besta.".

## Economia
A economia da cidade sustenta-se no Complexo Portuário de Banana-Muanda-Quitona, que consiste em uma zona de cais (especificamente em Porto de Banana) de 75 m e profundidade de 5,18 m, com guindastes para movimentação de carga e alguns molhes. Os terminais especificamente localizados em Porto de Banana são especializados na atracagem de balsas de transporte de passageiros e veículos, dispondo de um acesso rodoviário pela Rodovia N1, que a liga a Muanda. Não há grandes instalações ou edificações em Banana além do porto, uma vez que estas estão localizadas na cidade muito maior de Muanda. Banana é, assim, uma cidade operária de estivadores, marinheiros, militares e trabalhadores estaleiros.
Existe também uma base naval da Marinha da República Democrática do Congo, que é parcialmente mantida com assistência chinesa; é a única base naval em águas marinhas do país.